# Kulcsszó
A számítógép-programozásban a kulcsszó vagy fenntartott szó egy azonosító, aminek különleges jelentése van az adott programozási nyelvben. Egyes programozási nyelvekben előfordulhatnak olyan fenntartott szavak is, amelyek nem kulcsszavak az adott programozási nyelven.
Általában a kulcsszavak alkotják az adott programozási nyelv utasításkészletét.
A legtöbb nyelvben, mint például a C programozási nyelvben és a C-hez hasonló nyelvekben a kulcsszavak olyan fenntartott szavak, amelyek használatát szintaktikai szabályok határozzák meg. Fenntartott szavakat használnak például a program végrehajtásának az irányításánál az elágazások és ismétlődések előírására. Az, hogy a kulcsszavak egyben fenntartott szavak is, azt jelenti, hogy nem lehet őket változók vagy függvények elnevezésére használni.
Bizonyos programozási nyelveken, mint amilyen például a PostScript, megengedett a kulcsszavak újradefiniálása is, azaz a kulcsszavak nem fenntartott szavak.
A Common Lisp esetében, például, a kulcsszavak (vagy kulcsszó szimbólumok) különleges fajta szimbólumok vagy függvény azonosítók. Más szimbólumoktól eltérően, amelyek általában változók vagy függvények nevei, a kulcsszavak ön-idézők és önmagukat értékelik ki.
Nyelvenként változó, mi számít kulcsszónak és mi egy könyvtári rutin. Néhány nyelv esetében, a ki/beviteli utasítások kulcsszónak számítanak, másoknál ezek könyvtári rutinok. A Pythonban és több BASIC nyelvjárásban, a print  kulcsszó. Ellentétben ezzel, a C-ben és a Lispben az ekvivalens printf és format standard könyvtári függvény.
A makrókat használó nyelvek esetében a program elágazási konstrukciói, mint amilyen az if utasítás, makrókkal vagy függvényekkel is megvalósíthatók. Azoknál a nyelveknél, amelyek nem használnak ilyen eszközöket, a program elágazását általában kulcsszóval oldják meg.